# 技術劇場
技術劇場，又稱為劇場技術部門，指的是表演幕後的創造與執行；包含有形的環境創造、聲音元素以及特殊效果。劇場技術部門在大部分的製作裡，與劇本、表導演部門占有相同重要的地位；在演出裡，就算幕後工作人員的人數比舞台上的表演者多，也是相當普遍的。
雖然以「技術」為名，技術劇場實際上卻包含劇場設計（或稱舞台美術）與劇場技術兩種範疇。前者由劇場設計師與導演（或編舞家）共同發想創造；後者則是由劇場技術人員配合劇場設計師，完成作品的執行。通常設計的階段早於技術的階段，而技術部門必須運用各種技術手段與方法以執行設計師的設計。但也可能因受限於技術條件、經費或人員能力，導致設計師必須調整設計的內容；這種情形在越不專業或不完善的劇場環境下越有可能發生，其嚴重程度與環境條件成反比。為了避免讓技術問題影響演出，有的設計師會將技術因素視為設計的重要考量；但若設計師拿捏不當，會造成技術因素凌駕設計理念的情形，執行上雖然順利，但是對於演出的藝術層面來說卻是一種傷害。儘管如此，劇場設計與技術兩者之間仍然是合作關係大於對立關係，最終的目的是為整個演出服務。
現代劇場設計的概念起源於克雷格（1872年-1966年）。他是演員、導演、劇場設計師。他是第一個提出創造
「獨立的劇場藝術」觀念的人；所謂的獨立的劇場藝術是指不依附於劇本、明星演員或是商業經理人之下，而是在導演的佈局構思之下，由各個部門的藝術家（表演、佈景、服裝......等）合作，共同創造出完整、統一、和諧且富詩意的劇場藝術。

## 各項分工

### 設計與前置作業
- 燈光
  - 燈光設計師
  - 傳統燈設計規劃
  - 電腦燈程式人員
  - 燈光技術指導（ME, master electrician）
  - 技術人員：掛燈、調燈、系統架設
- 舞台（包含佈景、繪景與機關、道具）
  - 舞台設計師
  - 機關、道具設計
  - 特殊效果設計
  - 舞台技術指導（TD, technical director）
  - 佈景製作
  - 繪景
  - 機關、道具製作
  - 技術人員：搭台、搭景
- 音效：包含音樂、音效、音響與收（錄）音
  - 音響設計師
  - 音樂設計
  - 音效設計
  - 音響系統規劃
  - 收(錄)音技術統籌
  - 成音技術指導（PA, Public Addres system）
  - 技術人員：架設系統
- 視訊&錄影
  - 導播&攝影師
  - 彩幕、LED(幕)電視牆、投影機
  - 攝影機與錄放影系統設計
  - 3D立體投影設計
  - 光雕藝術設計
  - 影像技術統籌
  - 成像技術指導
  - 技術人員：系統架設
- 服裝：包含服裝與配件
  - 服裝設計師
  - 服裝技術統籌
  - 服裝製作
  - 髮型設計
  - 彩妝設計
  - 珠寶首飾設計

### 管理與演出執行
- 舞臺管理
  - 秀導
  - 舞台監督
  - 助理舞台監督
- 演出執行
  - 燈光
    - 燈控人員
    - 追蹤燈操作人員

  - 舞台
    - 道具管理
    - 換景人員
    - 吊桿操作人員
    - 升降台操作人員
    - 舞台機關操作人員

  - 音效
    - 音控人員

  - 視訊
    - 導播
    - 錄影人員
    - 攝影人員

  - 服裝
    - 服裝管理

## 技術劇場機構

### 國際
- 國際舞台美術家劇場建築師暨劇場技術師組織（OISTAT （页面存档备份，存于））

### 美國
- 美國劇場技術協會（USITT （页面存档备份，存于））

### 日本
- 日本舞臺美術家協會（JATDT）
- 日本舞臺音響家協會（SSAJ）
- 劇場演出空間技術協會（JATET （页面存档备份，存于））
- 日本照明家協會（LDEAJ）
- 全國舞台電視照明事業協同組合(JPN （页面存档备份，存于）)
- 日本舞臺監督協會（NBKK）

### 中國
- 中國舞臺美術學會
- 上海舞臺美術學會

### 臺灣
- 臺灣劇場技術協會（ （页面存档备份，存于））

## 外部連結
- 後台世界 （页面存档备份，存于），英文，歐、美、日等十二國劇場技術公司資訊
- 百老匯大師班 （页面存档备份，存于），英文
- 專業燈光資源網，英文